# Aleksander Nalaskowski
Aleksander Stanisław Nalaskowski (ur. 24 lutego 1957 w Chełmży) – polski pedagog, prof. dr hab. nauk humanistycznych o specjalności pedagogika ogólna.

## Życiorys
W 1976 ukończył I Liceum Ogólnokształcące w Toruniu i rozpoczął studia pedagogiczne na Uniwersytecie Mikołaja Kopernika w Toruniu. Ukończył je w 1980, pisząc pracę magisterską Udział Stanisława Przybyszewskiego w tworzeniu Gimnazjum Macierzy Szkolnej w Wolnym Mieście Gdańsk pod kierunkiem Bolesława Pleśniarskiego, po czym podjął pracę jako nauczyciel w szkole podstawowej w Łążynie. Za udział w tworzeniu struktur „Solidarności” nauczycielskiej zwolniony z placówki w 1982.
W 1982 został zatrudniony jako asystent w Instytucie Pedagogiki UMK. W 1985 uzyskał stopień doktora nauk humanistycznych w zakresie pedagogiki. Tematem jego rozprawy doktorskiej były Funkcje wychowawcze i kulturalne studenckiego ruchu teatralnego, a promotorem Józef Kargul. Stopień doktora habilitowanego uzyskał w 1990 na Uniwersytecie Wrocławskim, na podstawie dorobku naukowego oraz rozpraw Ścieżki edukacyjne i losy życiowe twórczych trzydziestolatków. Studium z wykorzystaniem badań podłużnych. Społeczne uwarunkowania twórczego rozwoju jednostki. Stanowisko profesora nadzwyczajnego objął w 1994. Tytuł naukowy profesora nauk humanistycznych odebrał w 1998. W 2003 został profesorem zwyczajnym.
W latach 1996–2007 był dyrektorem Instytutu Pedagogiki UMK w Toruniu, a po jego przekształceniu w Wydział Nauk Pedagogicznych, przez dwie kadencje pierwszym dziekanem tej jednostki. Dwukrotnie wybrany do pełnienia tej funkcji jednogłośnie. W latach 1998–2007 był członkiem Komitetu Nauk Pedagogicznych PAN.
Zajmuje się głównie pedagogiką ogólną, teorią szkoły, teoriami rozwoju człowieka ze szczególnym uwzględnieniem dzieciństwa. Jest autorem koncepcji pedagogii źródeł. Wypromował 16 doktorów. Brał udział w ok. 100 przewodach doktorskich, habilitacyjnych i profesorskich. Opublikował 23 książki i ponad 100 artykułów. Tłumaczenia jego prac ukazały się m.in. w Australii, Rosji, Bułgarii, Ukrainie, Anglii, Słowacji, Izraelu, Meksyku. W 1989 założył eksperymentalne liceum ogólnokształcące „Szkoła Laboratorium” (wcześniej „Poltech”), którego został dyrektorem.
W październiku 2015 został członkiem Narodowej Rady Rozwoju powołanej przez prezydenta Andrzeja Dudę. W 2016 wszedł do Rady Narodowego Kongresu Nauki.
W 2019 Nalaskowski został zawieszony za felieton nazywający osoby LGBT gwałcicielami, jednak sprawa została umorzona. Nalaskowski odniósł się obszernie do tej sytuacji w książce "Wielkie Zatrzymanie. Co się stało z ludźmi?", która ukazała się w czerwcu 2020 nakładem wydawnictwa Biały Kruk.

## Wybrane publikacje
- Sztuka obrzeży, sztuka centrum, Warszawa: Kolegium Otryckie, 1986.
- Ścieżki edukacyjne i losy życiowe twórczych trzydziestolatków, Warszawa: Uniwersytet Warszawski, 1989.
- Społeczne uwarunkowania twórczego rozwoju jednostki, Toruń: UMK, 1989; wyd. 2, Warszawa: WSiP, 1998.
- Szanse szkoły z wyboru, Toruń: Wyd. Adam Marszałek, 1993, 1995.
- Szkoła jako Opus Dei. O prywatnym szkolnictwie hiszpańskim, Toruń: Nasz Szkoła, 1991.
- Młodzież na rozdrożach. Zielonogórscy maturzyści '87, Zielona Góra: WSP, 1990 (współaut. Krzysztof Dzieńdziura, Ryszard Borowicz).
- Przeciwko edukacji sentymentalnej, Kraków: Impuls, 1994.
- Edukacja po drugiej stronie lustra, Kraków: Impuls, 1994.
- Niepokój o szkołę, Kraków: Impuls, 1995
- The Joy of Education, Sydney: Highwood Press, 1995.
- W poszukiwaniu wspólnoty. 15 lat spotkań pedagogów z Oldenburga i Torunia (red.), Toruń: UMK, 1996.
- Nauczyciele z prowincji u progu reformy edukacji, Toruń: Wyd. Adam Marszałek 1997, 1998.
- Edukacyjny show, Kraków: Impuls, 1998.
- Edukacja, która nie chce przeminąć, Kraków: Impuls, 1999.
- Widnokręgi edukacji, Kraków: Impuls 2002.
- Przestrzenie i miejsca szkoły, Kraków: Impuls, 2002.
- Dzikość i zdziczenie jako kontekst edukacji, Kraków: Impuls, 2006 (tłum. na ros. i ukr. 2007).
- Pedagogiczne złudzenia, zmyślenia, fikcje, Kraków: Impuls, 2009 (tłum. na słow.)
- Pedagogiczny zapis dekady, Olsztyn: Wydawnictwo Uczelniane Wyższej Szkoły Informatyki i Ekonomii TWP, 2010.
- Ortodoksja i chaos, Kraków: Impuls, 2013.
- Pedagogiczne zwierzątko. Fenomen niewiedzy, Kraków: Impuls, 2015.
- Tożsamość. Mapa wypraw i słów, Toruń 2016.
- Pedagogika dyskretna, Kraków, Impuls 2016.
- Edukacja. Korzenie, źródła, narracje, Kraków, Impuls 2017.
- Szkoła Laboratorium. Od działań autorskich do pedagogii źródeł, Warszawa-Kraków: Impuls-ORE, 2017.
- O względności czasu w modelach rozwoju dziecka. Wykład akademicki, Kraków: Impuls, 2018.
- Wielkie Zatrzymanie. Co się stało z ludźmi?, Wydawnictwo Biały Kruk, Kraków 2020.
- Bankructwo polskiej inteligencji, Wydawnictwo Biały Kruk, Kraków 2022.
- Tyrania postępu (współautor), Wydawnictwo Biały Kruk, Kraków 2023.

## Życie prywatne
Jest pasjonatem jeździectwa, był członkiem Polskiego Związku Hodowców Koni Arabskich. W 2001 uzyskał uprawnienia instruktora jeździectwa. W 2009 w trakcie treningu uległ ciężkiemu wypadkowi eliminującemu go z czynnej jazdy. Jest zapalonym majsterkowiczem. Amatorsko zajmuje się również grafiką (głównie drzeworyty).
Żonaty z Anną. Ma dwóch synów. Filipa i Stanisława oraz czworo wnuków: Natalię, Franciszka, Zofię i Urszulę.

## Wyróżnienia
W 2015 został odznaczony przez Senat UMK Medalem za zasługi położone dla rozwoju uczelni.

## Odznaczenia
- Krzyż Kawalerski Orderu Odrodzenia Polski – 2025[6]